# Yoshinobu Oyakawa
Yoshinobu Oyakawa (Hawái, Estados Unidos, 9 de agosto de 1933) es un nadador estadounidense retirado especializado en pruebas de estilo espalda, donde consiguió ser campeón olímpico en 1952 en los 100 metros.

## Carrera deportiva
En los Juegos Olímpicos de Helsinki 1952 ganó la medalla de oro en los 100 metros espalda, con un tiempo de 1:05.9 segundos, que fue récord olímpico, por delante del francés Gilbert Bozon y del estadounidense Jack Taylor (bronce con 1:06.4 segundos).